# Huvalu Forest Conservation Area
L'Huvalu Forest Conservatin Area è un'area protetta di Niue, isola del Pacifico, in libera associazione con la Nuova Zelanda.
L'area, che occupa una superficie di centinaia di ettari, costituisce un'area grande circa il 20% dell'intera isola di Niue. L'area non è un parco nazionale inteso in senso occidentale, cioè gestito dal governo. Esso è infatti gestito dalle famiglie che da sempre possiedono quel territorio, col solo ausilio del governo.
Questo territorio, che si estende nella parte sud orientale dell'isola, dal centro sino a lambire la costa, è stato istituito per proteggere l'enorme patrimonio di vegetazione e faunistico di questa foresta tropicale, la più rigogliosa dell'isola.